# Hầu tước Grey
Hầu tước Grey (tiếng Anh: Marquess Grey) là một tước hiệu quý tộc thuộc Đẳng cấp quý tộc Đại Anh. Tước hiệu được phong cho Henry Grey, Công tước thứ 1 xứ Kent vào ngày 19 tháng 5 năm 1740 với điều khoản kế vị đặc biệt rằng trong trường hợp ngài Công tước không có nam duệ thì tước hiệu Hầu tước Grey sẽ được thừa kế bởi cháu ngoại của Công tước xứ Kent là Jemima Campbell Danh dự và nam duệ của cháu gái. Công tước xứ Kent qua đời chỉ hai tuần sau khi được tấn phong tước hiệu Hầu tước Grey. Khi ngài Công tước qua đời, ngoại trừ tước hiệu Hầu tước Grey và Nam tước Lucas được thừa kế bởi Jemima thì tước hiệu Công tước xứ Kent và các tước hiệu khác được trao về lại Vương quyền. (xem Công tước xứ Kent).
Jemima Campbell là con gái của John Campbell, Bá tước thứ 3 xứ Breadalbane và Holland và Amabel Grey (mất năm 1726), trưởng nữ của Công tước xứ Kent. Vào ngày 22 tháng 5 năm 1740, ba ngày sau khi tước vị Hầu tước Grey được phong cho ông ngoại, Jemima kết hôn với Philip Yorke Danh dự (sau là Bá tước thứ 2 xứ Hardwicke) và có hai con gái là Amabel Yorke, Bá tước de Grey thứ 1 và Mary Jemima Yorke, Nam tước phu nhân Grantham. Sau khi ông ngoại qua đời, Jemima trở thành Hầu tước Grey thứ 2 thông qua điều khoản đặc biệt trong quy định kế vị và Nam tước Lucas thứ 4 (cho phép kế thừa bởi nữ duệ).
Nữ Hầu tước qua đời vào ngày 10 tháng 1 năm 1797, thọ 73 tuổi. Vì không có con trai nên tước vị Hầu tước Grey đã chấm dứt cùng với Jemima. Tuy nhiên, tước hiệu Nam tước Lucas của Jemima được thừa kế bởi trưởng nữ Amabel Grey. Năm năm 1816, Amabel được tấn phong thành Bá tước de Grey thứ 1 (xem Bá tước de Grey).

## Hầu tước Grey
| Tên                                                                       | Chân dung       | Sinh                                                                                       | Hôn nhân                                                                               | Mất                                                                                                   |
| ------------------------------------------------------------------------- | --------------- | ------------------------------------------------------------------------------------------ | -------------------------------------------------------------------------------------- | --- |
| Henry Grey Gia tộc Grey 19 tháng 5 năm 1740 – 5 tháng 6 năm 1740          | Henry Grey      | 1671                                                                                       | (1) Jemima Crew Danh dự 1695 10 con (2) Lady Sophia Bentinck 24 tháng 3 năm 1729 2 con | 5 tháng 6 năm 1740 68–69 tuổi                                                                         |
| Jemima Campbell Gia tộc Campbell 5 tháng 6 năm 1740 – 10 tháng 1 năm 1797 | Jemima Campbell | 9 tháng 10 năm 1722 Copenhagen, Đan Mạch con gái của Amabel Grey, trưởng nữ của Henry Grey | Philip Yorke, Bá tước thứ 2 xứ Hardwicke 22 tháng 5 năm 1740 2 con gái                 | 10 tháng 1 năm 1797 Dinh thự Luân Đôn, Quảng trường Thánh James, Middlesex 10 tháng 1, 1797 (74 tuổi) |